# Río Colorado (La Laguna)
El río Colorado es un curso de agua que nace en las cercanías del paso Agua Negra y desemboca en el río La Laguna de la cuenca del río Elqui.

## Historia
Luis Risopatrón lo describe en su Diccionario Jeográfico de Chile en 1924:: 239 
Colorado (Río). Caudaloso, nace en las vecindades del paso de Agua Negra a cuyo pié el cajón presenta un ensanchamiento, corre hacia el SW con un sendero a sus orillas que salva trechos malos i angosturas peligrosas, se encorva al W i vacia sus aguas en la marjen E del curso superior del río La Laguna, del Turbio.